# 스테퍼니 브라운
스테퍼니 브라운(영어: Stephanie Brown)은 DC 코믹스의 슈퍼히어로로, 배트맨 작품군의 조연이다. 슈퍼빌런 클루마스터의 딸로 스포일러(Spoiler)라는 이름의 자경단으로 활동한다. 한때 4대 로빈, 그리고 5대 배트걸로서도 활동했지만, 뉴52 리부트 후 다시 스포일러로 고정되었다. 1992년 7월 《디텍티브 코믹스》 647호에 처음 등장했고, 척 딕슨와 톰 라일이 공동 창작하였다.

## 담당 성우

### TV 애니메이션
- 영 저스티스: 침공(2012) - 메이 휘트먼